# Lipcani
Lipcani (ryska: Липканы) är en ort i Moldavien. Den ligger i distriktet Briceni, i den nordvästra delen av landet. Lipcani ligger 119 meter över havet och antalet invånare är 5 500.
Terrängen runt Lipcani är huvudsakligen platt. Lipcani ligger nere i en dal. Trakten runt Lipcani består till största delen av jordbruksmark.